# Nora Cárpena
Nora Cárpena (Quilmes, 23 gennaio 1945) è un'attrice argentina.

## Filmografia

### Cinema
- Stella Maris, regia di Homero Cárpena (1953)
- El despertar del sexo, regia di Jorge Darnell (1963)
- Il gaucho, regia di Dino Risi (1965)
- Fiebre de primavera, regia di Enrique Carreras (1965)
- El galleguito de la cara sucia, regia di Enrique Cahen Salaberry (1966)
- Los muchachos de antes no usaban gomina, regia di Enrique Carreras (1969)
- Heart of Lion, regia di Marcos Carnevale (2013)

### Televisione
- Argentina y Argentina - programma TV (1971-2003)
- Padre Coraje - telenovela  (2004)
- El refugio - telenovela (2006)
- Montecristo - telenovela (2006)
- Esa mujer - telenovela  (2013)
- Una famiglia quasi perfetta (Somos familia) - telenovela (2014)
- Love Divina (Divina, está en tu corazón) - telenovela, 60 episodi (2017)